# Mithril (Full Metal Panic)

## Datos generales
En el universo de Full Metal Panic!, Mithril es una organización paramilitar antiterrorista que posee una avanzada tecnología superior a cualquier ejército moderno. Fue fundada en 1992-1993, tras la detonación (ficticia) de una bomba nuclear en Irak durante la guerra del golfo. Esta organización, aparte de intervenir en los sucesivos conflictos que hay en el mundo, también protegen a las "Wisphered", poseedoras de la "Tecnología negra".
Mithril es una organización secreta, su existencia es desconocida para la mayoría de la población, a excepción de algunos países y policías, que a veces han oído nombrarla. Sus motivos, su personal, su infraestructura y sus instalaciones son completamentes desconocidas, ya que es vital para su supervivencia, debido a que no tiene el poder suficiente como para resistir a una guerra convencional. Esta organización está presente en los cinco continentes.
En la historia de Full Metal Panic, la mayoría de la acción se centra en la zona del Pacífico, donde tiene su base central en la Isla de Mérida. En ella se esconde la mayoría de la flota, y el submarino de combate Tuatha de Danaan, al mando del cual se encuentra la capitana Teletha Testarossa.

## Organización
Mithril se divide en tres secciones: Investigación, Inteligencia y Combate, que están al mando de un concilio, al mando del cual está Lord Mallory. Los cargos se organizan en rangos militares.
- Datos: Q6144438